# Гьоте (награда - Франкфурт на Майн)
Международната награда „Гьоте“ на град Франкфурт на Майн (на немски: Goethepreis der Stadt Frankfurt am Main) е учредена през 1927 г. До 1949 г. се присъжда ежегодно, а от 1952 г. – на всеки три години. Връчва се на 28 август при отпразнуването на рождението на Йохан Волфганг Гьоте. Лауреати стават лица, които с дейността си са постигнали значимост и творческото им дело е достойно за почит в памет на Гьоте.
Наградата включва изписана на пергамент и художествено оформена грамота, както и парична премия в размер на 50 000 €.

## Носители на наградата (подбор)
- Стефан Георге, поет (1927)
- Алберт Швайцер, лекар и философ (1928)
- Зигмунд Фройд, психоаналитик (1930)
- Рикарда Хух, поетеса (1931)
- Герхарт Хауптман, писател (1932)
- Рихард Кун, химик (1932)
- Макс Планк, физик (1945)
- Херман Хесе, писател (1946)
- Карл Ясперс, философ (1947)
- Фриц фон Унру, писател (1948)
- Томас Ман, писател (1949)
- Карл Цукмайер (1952)
- Валтер Гропиус, архитект (1961)
- Дьорд Лукач, философ, литературовед (1970)
- Арно Шмит, писател (1973)
- Ингмар Бергман, кинорежисьор (1976)
- Реймон Арон, социолог, публицист (1979)
- Ернст Юнгер, поет (1982)
- Голо Ман, историк (1985)
- Вислава Шимборска, поетеса (1991)
- Ернст Гомбрих, историк, изкуствовед (1994)
- Зигфрид Ленц, писател (1999)
- Марсел Райх-Раницки, писател, литературовед (2002)
- Амос Оз, писател (2005)